# كأس الدوري البرتغالي 2007–08
كأس الدوري البرتغالي 2007–08 (بالبرتغالية: Taça da Liga de 2007–08‏) هو الموسم 1 من  كأس الدوري البرتغالي. أقيم خلال الفترة 4 أغسطس 2007 وحتى 22 مارس 2008، وأشرف على تنظيمه Liga Portuguesa de Futebol Profissional ‏، وكان عدد الأندية المشاركة فيه  36، وفاز فيه نادي فيتوريا سيتوبال.